# Электронная техника. Серия 1 «СВЧ-техника»

Обложка журнала «Электронная техника. Серия 1 „СВЧ-техника“»

Электронная техника. Серия 1 «СВЧ-техника» — научно-технический сборник. Российское периодическое издание в области теоретической СВЧ-электроники и конструирования СВЧ-приборов.
Издаётся с 1 апреля 1950 года. Подписной индекс по объединенному каталогу «Пресса России» — 36292. Зарегистрирован Министерством Российской Федерации по делам печати, телерадиовещания и средств массовых коммуникаций (свидетельство ПИ № ФС 77-24651 от 6 июня 2006 г.). Индекс ISSN 1990-9012. Тираж — 1000 экз. В начале 2009 года вышел 500-й номер сборника.
В 2006 году журнал включён в перечень ведущих рецензируемых научных журналов и изданий Высшей аттестационной комиссии России, в которых публикуются основные научные результаты диссертации на соискание ученой степени доктора и кандидата наук.
С начала выпуска в 1950 году и до свой смерти редакционную коллегию журнала возглавлял академик АН СССР и РАН Н. Д. Девятков (1907—2001). Впоследствии главными редакторами были генеральные директора «НПП „Исток“» д. т. н. А. Н. Королёв и д. т. н. А. А. Борисов.

## Редакционная коллегия
Редакционная коллегия, утверждённая Приказом от 14.4.2014 г. № 469 по ОАО «НПП „Исток“ им. Шокина»:
Главный редактор — д. т. н. А. А. Борисов (ОАО «НПП „Исток“ им. Шокина»). Заместители главного редактора: д. т. н. Б. Н. Авдонин (ОАО ЦНИИ «Электроника»), к. т. н. С. А. Зайцев и к. т. н. С. В. Щербаков (ОАО «НПП „Исток“ им. Шокина»).
Члены редколлегии: к. т. н. В. И. Бейль, Ю. А. Будзинский, к. ф.-м. н. А. В. Галдецкий, Б. Ф. Горбик, С. И. Гришин, д. т. н. А. Д Закурдаев, к. т. н. Н. П. Зубков, д. т. н. С. С. Зырин, к. т. н. А. С. Котов, к. т. н. Е. А. Котюргин, д. т. н. П. В. Куприянов, к. т. н. В. Г. Лапин, к. т. н. В. В. Лисс, д. т. н. М. И. Лопин, к. т. н. Лябин, В. М. Малыщик, к. т. н. П. М. Мелешкевич, к. т. н. В. Ю. Мякиньков, д.ф.-м.н. А. Б. Пашковский, к.т. н. С. А. Плешанов, Е. Н. Покровский, к. т. н. О. В. Пливникова, к. т. н. А. В. Потапов, д. т. н. Р. А. Силин, д. т. н. Н. Д. Урсуляк (ОАО «НПП „Исток“ им. Шокина»), к. т. н. В. И. Исюк (ОАО «НИИПП»), д. т. н. В. П. Кудряшов (ОАО «НПП „Алмаз“»), д. т. н. П. П. Мальцев (ИСВЧ ПЭ РАН), д. т. н. В. П. Мещанов (ОАО «ЦНИИИА»), к. т. н. А. Г. Михальченков (МКУ г. Фрязино «Дирекция Наукограда»), д. т. н. С. П. Морев (ФГУП «НПП „Торий“»), О. А. Морозов (ЗАО «НПП „Магратеп“»), д. ф.-м. н. А. И. Панас (ИРЭ РАН), д. т. н. М. М. Трифонов (ЗАО НПП «Исток-Система»), д. т. н. В. Н. Уласюк (ОАО «НИИ „Платан“»).
Ответственный секретарь В. П. Стебунов (ОАО «НПП „Исток“ им. Шокина»).

## Общие сведения
Издатель сборника — ОАО «НПП „Исток“ им. Шокина».
Содержание некоторых выпусков и аннотации статей имеются в открытом доступе на сайте ОАО «НПП „Исток“ им. Шокина».
Журнал включен в информационную систему «Российский индекс научного цитирования».